# Ronald Inglehart
Ronald F. Inglehart (ur. 5 września 1934 w Milwaukee, zm. 8 maja 2021 w Ann Arbor) – profesor nauk politycznych na Uniwersytecie Michigan w Ann Arbor.
Był dyrektorem World Values Survey, globalnej inicjatywy badawczej w dziedzinie nauk społecznych, w ramach której cyklicznie przeprowadzane są reprezentatywne, porównawcze badania socjologiczne 120 (aktualnie) społeczeństw świata, na wszystkich sześciu zamieszkanych kontynentach, co obejmuje ponad 90% populacji świata. Jednym z jej osiągnięć jest mapa kulturowa Ingleharta–Welzela. Twórca teorii postmaterializmu, współtwórca teorii rozwoju ludzkiego.
Według Ingleharta, religia zanika lub schodzi do sfery prywatnej w krajach ponowoczesnych, bogatych, o wysokim poziomie konsumpcji. Natomiast religia, rodzina i naród należą do przednowoczesnych wartości, typowych dla krajów słabo rozwiniętych, o niskim poziomie bezpieczeństwa egzystencjalnego.

## Główne prace

### The Silent Revolution
W wydanej w 1977 roku książce The Silent Revolution Inglehart opisał odkrytą po raz pierwszy w 1971 roku międzypokoleniową przemianę w systemach wartości, zachodzącą w rozwiniętych społeczeństwach przemysłowych. W oparciu o przeprowadzone w 1970 roku reprezentatywne badania sześciu społeczeństw zachodniej Europy (Niemiec Zachodnich, Holandii, Belgii, Francji, Wielkiej Brytanii i Włoch) Inglehart wykazał, że wartości pokoleń starszych, wychowanych w warunkach braku poczucia bezpieczeństwa bytowego i ekonomicznego, zasadniczo różniły się od wartości pokoleń młodszych, wychowanych w warunkach powojennej prosperity ekonomicznej. Wartości starszych generacji były częściej materialistyczne (akcentujące bezpieczeństwo ekonomiczne, wzrost gospodarczy, prawo i porządek), natomiast młodsze pokolenia w większym stopniu wykazywały wartości postmaterialistyczne (akcentujące wolność słowa, możliwość wpływu na decyzje władz).

### Culture Shift in Advanced Industrial Society
W książce tej, wydanej w 1990 roku, Inglehart powtórzył i potwierdził główne tezy z The Silent Revolution. Potwierdzeniem był materiał badawczy obejmujący już blisko dwadzieścia lat badań nad wartościami postmaterialistycznymi. Ważnym wkładem analiz Ingleharta z tego okresu było dowiedzenie, że wartości postmaterialistyczne nie zanikają wraz z wiekiem, ich istnienie nie jest zatem warunkowane tzw. efektami cyklu życiowego. Pokolenia postmaterialistyczne w 1970 roku nie stały się bardziej materialistyczne w latach 80. Równie ważną tezą książki jest konstatacja o szerszym (niż tylko postmaterialistyczny) charakterze przemiany wartości. Inglehart zidentyfikował, że dokonująca się w rozwiniętych społeczeństwach przemysłowych przemiana wartości dotyczy szerokiego ich spektrum: wartości religijnych, wartości rodzinnych, wartości patriotycznych, wartości politycznych itd.

### Wzbierająca fala: równouprawnienie płci a zmiana kulturowa na świecie
Książka Rising Tide: Gender Equality and Cultural Change Around the World wydana została w 2003 roku, jej współautorką jest Pippa Norris. W pracy tej – bazującej na materiale empirycznym pochodzącym z czterech serii badań World Values Survey (1981–2001), obejmującym, oprócz dotychczas badanych krajów, także kraje jak dotąd nigdy nieuwzględniane w reprezentatywnych badaniach socjologicznych, np. Iran, Wietnam, Maroko, czy Zimbabwe – autorzy próbują wyjaśnić fenomen przemian postaw dotyczących równości płci na świecie. Ich zdaniem, do coraz większego upowszechnienia postaw i wartości egalitarnych w tej sferze przyczynia się proces modernizacji. Obejmuje on:
1. przechodzenie od społeczeństw agrarnych do społeczeństw przemysłowych, z malejącymi współczynnikami dzietności, rosnącym udziałem kobiet wśród ogółu pracujących, czy większą powszechnością edukacji, a także,
2. przechodzenie od społeczeństw przemysłowych do postindustrialnych, czemu towarzyszy wzrost równości płci w sferze publicznej oraz w miejscu pracy. Procesy modernizacji i industrializacji, zwłaszcza towarzysząca im przemiana kulturowa, prowadzą – w skali świata – do większego egalitaryzmu płciowego w różnych obszarach[5].

### Mapa kulturowa Ingleharta–Welzela
Mapa kulturowa Ingleharta–Welzela opracowana na podstawie ankiet World Values Survey i European Values Survey przez Ronalda Ingleharta i Christiana Welzela przedstawia na wykresie punktowym ściśle powiązane wartości kulturowe, które opisują społeczeństwa charakteryzując je w dwóch dominujących wymiarach: wartości tradycyjne vs. świecko-racjonalne i wartości przetrwania vs. wyrażania siebie. Przejście w górę odzwierciedla przejście od wartości tradycyjnych do świecko-racjonalnych, a przesunięcie w prawo odzwierciedla przejście od wartości przetrwania do wartości wyrażania siebie.
Klastry krajów odzwierciedlają ich wspólne wartości, a nie bliskość geograficzną.

## Literatura
- Ronald Inglehart, „Pojawienie się wartości postmaterialistycznych”, w: Socjologia. Lektury, red. Piotr Sztompka, Marek Kucia, Znak, Kraków 2006, ISBN 978-83-240-0597-0.
- Ronald Inglehart, Pippa Norris, Wzbierająca fala: równouprawnienie płci a zmiana kulturowa na świecie; przeł. Beata Hellmann, PIW, Warszawa 2009, seria Biblioteka Myśli Współczesnej, ISBN 978-83-06-03233-8.
- Ronald Inglehart, Pippa Norris, Sacrum i profanum: Religia i polityka na świecie, przeł. Renata Babińska, Kraków 2006, Nomos, ISBN 978-83-60490-18-1.
- Ronald Inglehart, The Silent Revolution In Europe: Intergenerational Change In Postindustrials Societies, 'American Political Science Review’, 1971, nr 65,
- Ronald Inglehart, The Silent Revolution: Changing Values and Political Styles among Western Publics, Princeton University Press; Princeton 1977,
- Ronald Inglehart, Culture Shift in Advanced Industrial Society, Princeton University Press; Princeton 1990,
- Ronald Inglehart, Changing Values, Economic Development and Political Change, 'International Social Science Journal’, 1995; nr 145.